# 大井川和彦
大井川 和彦（おおいがわ かずひこ、1964年〈昭和39年〉4月3日 - ）は、日本の政治家、経産官僚。茨城県知事（公選第19・20代）。無所属。

## 来歴
茨城県土浦市生まれ。土浦市立真鍋小学校に入学後、父親の転勤のため、日立市立宮田小学校に転校した。日立市立宮田小学校、茨城大学教育学部附属中学校、茨城県立水戸第一高等学校、東京大学法学部卒業。1988年、通商産業省（現経済産業省）入省。1996年、ワシントン大学ロースクール修了（国費留学）。1998年、通商産業省の初代シンガポール事務所長に就任。
2003年、経済産業省を退官し、同年よりマイクロソフトアジア執行役員。マイクロソフト（現日本マイクロソフト）執行役常務を経て、2010年よりシスコシステムズ（日本法人）専務執行役員。2016年、ニコニコ動画の運営会社であるドワンゴの取締役に就任した。

### 茨城県知事
2016年12月、翌年に施行される茨城県知事選挙への立候補に向け、自由民主党茨城県連が大井川を擁立する方向で最終調整を進めていることが報道された。2017年3月1日、水戸市内で記者会見を開き、正式に茨城県知事選への立候補を表明した。大井川の出馬検討が報じられた段階では、現職の橋本昌は自身の進退を明らかにしていなかったが、4月5日に橋本知事も出馬を表明。7月19日、公明党からも推薦を受けたが、対する橋本知事は茨城県市長会や茨城県町村会、連合茨城、茨城県医師連盟、茨城県歯科医師連盟等から推薦を受けた。なお、連合茨城には大井川も推薦依頼を出していたが、連合茨城は大井川を推薦せず、橋本知事を推薦した。
告示日の8月10日、日本原子力発電東海第二発電所の再稼働の是非について、明確な見解を示してこなかった橋本知事が「認めない方向にかじを切りたい」と表明。これに対し、大井川は「賛成でも反対でもない」というスタンスに終始し、再稼働の是非を明確に示さなかった。公約では「新しい茨城」を掲げ、多選禁止条例の制定や18歳までの一部医療費の無料化、つくばエクスプレスの県内区間の延伸検討等を主張した。
8月27日に投開票が行われ、大井川が橋本知事ら2候補を破り、初当選した。茨城県知事選で、新人が現職の知事を破って当選するのは58年ぶり。当選後の会見で、記者から「自民党の傀儡知事になるのではといわれたが」と質問されたのに対し、色をなして「何をもって傀儡というのか。今までの橋本県政もほとんど自民党が支持してやってきたが、橋本県政は傀儡だったのか」「非常に愚問だ」などと反論した。9月26日、茨城県庁に初登庁し、正式に茨城県知事に就任した。茨城県知事の交代は1993年の橋本知事の初当選以来、24年ぶり。
2021年9月5日投開票の知事選で日本共産党推薦候補を破り再選。
2024年2月20日、茨城県は、大井川が転倒し頭部を打撲したことによる急性硬膜外血腫で同月17日に入院したと発表した。当面はテレワークなどで業務を行い、一部の公務は副知事が代理対応する。

## 県政
- 2018年4月より県庁の決裁事務の電子決裁化を指示し、同7月には99.1%の電子決裁化を達成した[18]。
- 2019年6月24日、LGBTなど性的少数者のカップルが婚姻に相当する関係にあると認める「パートナーシップ宣誓制度」を7月1日から導入すると発表した。都道府県ベースでは全国初となる[19]。制度導入に反対を示してきた茨城県議会の最大会派「いばらき自民」[20]からは「残念だ」との声が上がった[21]。
- 当選時は東海第二原発の再稼働については「有権者の判断に委ねる」として中立の立場であり、2019年2月に日本原電の経営陣と対談した際にも県の安全審査で結論が出る前から再稼働ありきで話を進める原電側の姿勢には不快感を表明していた[22]。一方で、東海村の山田修村長が2019年10月、原子力専門の雑誌「エナジー・フォー・ザ・フューチャー」における新潟県刈羽村の品田宏夫村長との対談で、東海第二発電所の再稼働容認や反原発論者に対する「全ての外部電源を遮断して、自家発電だけで生活してもらわなくては。自宅から一歩も出てはいけない」などといった発言[23]をしたことに対しては「一般論だと認識している」と述べるに留まった[24]。
- 2021年5月12日の記者会見で、東京オリンピック・パラリンピック競技大会組織委員会から、東京五輪出場選手や関係者が新型コロナウイルスに感染した際に受け入れる専用病床の確保を求められたが、「（茨城）県民より選手を優先できない」として要請を拒否したことを明らかにした。あわせて、東京五輪開催の是非については「必ずやらなければいけないことではない。状況に応じて中止の判断もあり得る」「大阪府が陥っているような医療崩壊に近い状況で五輪だけを開催するならば、国内だけでなく世界から理解を得られない」との見解を示した[25]。

## 人物
- 家族は妻・由香、1女。妻は早稲田大学卒業の弁護士[2]。
- 恩田陸は高校の同級生[2]。